# 奧斯特里夫卡 (薩夫蘭區)
48°1′58″N 30°14′47″E / 48.03278°N 30.24639°E
奧斯特里夫卡（烏克蘭語：Острівка）是位於烏克蘭西南部的村莊，由敖德萨州波季利斯克区的薩夫蘭市鎮負責管轄。該村始建於1649年，面積0.49平方公里，海拔高度117米，2001年人口125，人口密度每平方公里255.1人。